# Cosmisoma acuminatum
Cosmisoma acuminatum là một loài bọ cánh cứng trong họ Cerambycidae.